# Müsselberg
Der Müsselberg ist eine bewaldete Kuppe bei Partenstein in Bayern. Seine höchste Erhebung mit 477,8 Metern ist aufgrund des flachen Gipfelplateaus kaum zu erkennen (Dominanz 1,6 km, Schartenhöhe 22 m). Zu diesem höchsten Punkt führen weder Wanderwege noch Forststraßen, er ist lediglich über unbefestigte Wirtschaftswege zu erreichen. Allerdings führt in etwa 1 km Entfernung der Hessenweg 9 (Limburg – Lohr a. Main) vorbei. Westlich wird der Müsselberg vom Schnepfental (dort Reste des Schwerspatbergbaus), südlich vom Lohrtal und östlich vom Lehngrund begrenzt. Nördlich liegt der Rücken des Gerbergs mit etwa 470 m Höhe. 2 km östlich liegt das Oberbecken des Pumpspeicherkraftwerkes Langenprozelten.
In Partenstein gegenüber dem Bahnhof beginnt die Straße Müsselberg durch ein Siedlungsgebiet am Hang des gleichnamigen Berges, in ihrer Fortsetzung führt der Gemündener Weg mit der örtlichen Markierung P3 und der regionalen Markierung des Spessartbundes Mal zum Ritter-Kunzen-Schuh, einem Schuhabdruck im Sandstein, der Anlass für eine Sage gab.